# Legió VII Claudia Pia Fidelis

Mapa de l'imperi romà l'any 125 dC, sota l'emperador Hadrià, que mostra la Legio VII Claudia, ubicada al riu Danubi a Viminàcium (Kostolac, Sèrbia), a la província de Moesia Superior, des de l'any 58 dC fins al segle IV.

La Legió VII Claudia Pia Fidelis va ser una legió romana de les més primerenques de l'exèrcit romà imperial, formada per Gneu Pompeu Magne juntament amb la Legió VIII Augusta, la IX Hispana i la X Gemina.
Les quatre legions eren amb Juli Cèsar l'any 58 aC quan va envair la Gàl·lia. L'any 57 aC la VII va participar en la batalla contra els nervis. Cèsar va nomenar Publi Licini Cras legat d'aquesta legió. Llavors, amb Cras, va anar a lluitar a la costa nord, a Normandia i a Bretanya, on va sotmetre diverses tribus gales. Més tard la VII Claudia va participar en dues expedicions a Britànnia, l'any 55 aC i el 54 aC. A la guerra contra Vercingetòrix va lluitar prop de Lutècia i probablement al setge d'Alèsia.
A la Segona Guerra Civil romana, va lluitar contra Pompeu a la batalla d'Ilerda l'any 49 aC. A la primavera de l'any 48 aC estava destacada a Dirràquium, i també va ser a la batalla de Farsàlia. L'any 46 aC va participar en la batalla de Tapsos. Una part dels veterans de la legió es van instal·lar a Càpua. Octavi, després de la mort de Cèsar, va reconstruir la legió. La legió era a Dalmàcia quan Marc Furi Camil Escribonià es va aixecar contra l'emperador Claudi, que feia poc que havia estat nomenat. La VII Claudia, sense masses dificultats, va aturar la insurrecció. Claudi, agraït, va canviar el nom a la VII legió, que fins aleshores s'havia anomenat Paterna o Macedonica, i va rebre el títol honorífic de Claudia Pia Fidelis, («la setena legió claudiana, lleial i fidel»).
Cap a l'any 58 va ser traslladada al Danubi, però no se'n sap el lloc exacte. L'any dels quatre emperadors (69) primer es va posar al costat d'Otó i va lluitar contra Vitel·li a Cremona, sense poder evitar la derrota. Vitel·li no va castigar la legió i la va enviar altra vegada al Danubi. Allà es van aproximar a Vespasià, que reclamava el tron, i van lluitar a favor d'ell a la segona batalla de Cremona, d'on en van sortir vencedors i van ajudar a què Vespasià es proclamés emperador. Més tard va participar en la campanya de Trajà a l'orient. Quan Septimi Sever es va proclamar emperador, la VII Claudia es va posar al seu costat i va participar en la marxa contra Roma per derrocar Didi Julià, l'emperador reconegut pel senat. Amb Caracal·la va lluitar contra l'Imperi Part. Quan Gal·liè va encetar la lluita contra Pòstum I tenia al seu costat la VII Claudia, i a la victòria va ser recompensada amb els títols de Pia VI Fidelis VI («sis vegades fidel i lleial») i Pia VII Fidelis VII. Al segle iv tornava a ser al Danubi defensant les fronteres.
Com quasi totes les legions del temps de Juli Cèsar, l'emblema de la legió era un toro. També tenia per emblema un lleó.